# Бухарестский троллейбус
Бухарестский троллейбус — троллейбусная система города Бухареста, Румыния.
В январе 2019 года действовало 17 троллейбусных маршрутов, обслуживаемых четырьмя депо. Троллейбусы, как и автобусы, не имеют своей полосы и поэтому их скорость, особенно в часы пик, очень низкая (12 км/ч).

## История

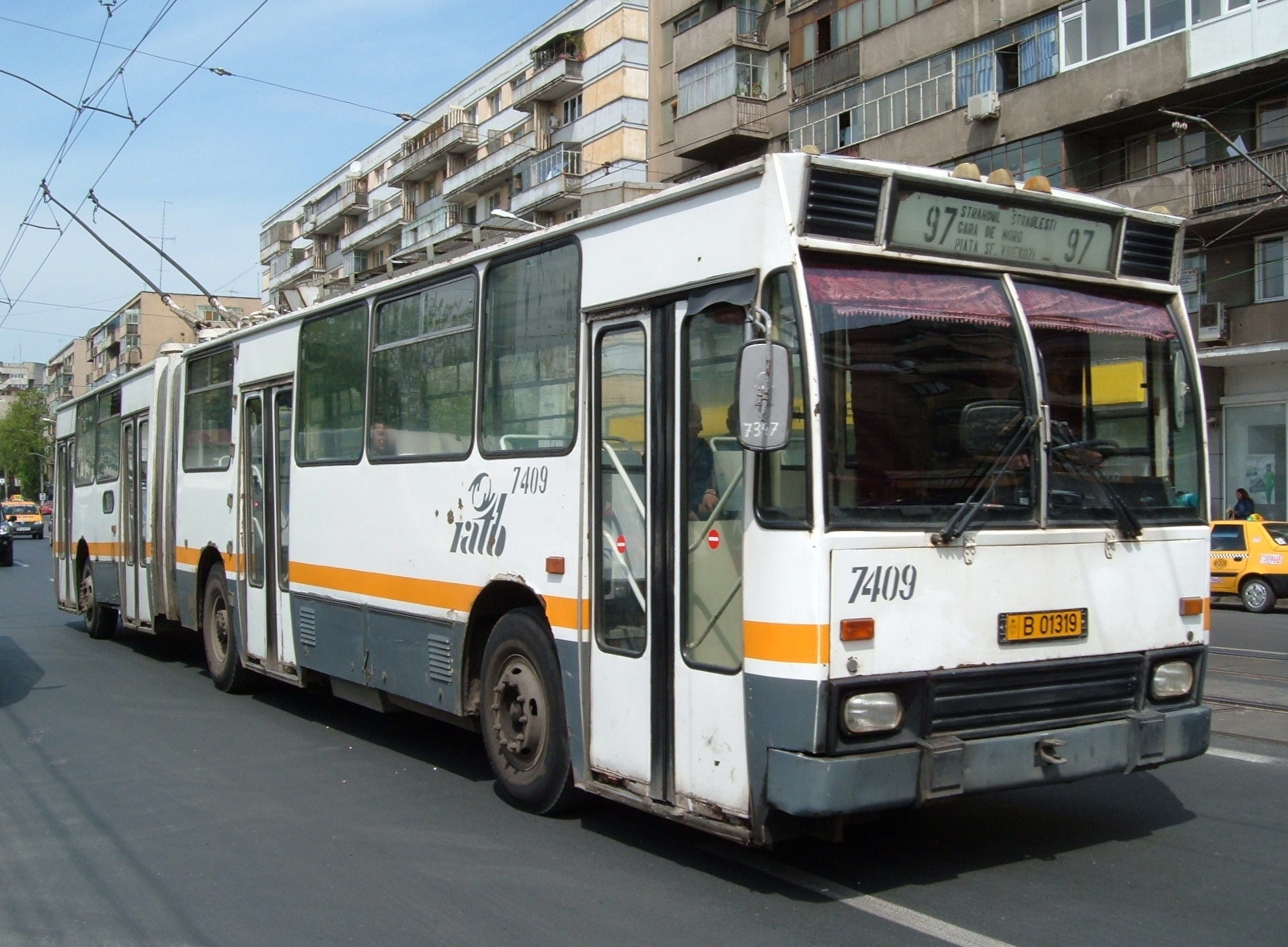
Троллейбус Gelenkwagen 7409 на линии 97 в 2007 году

Первая троллейбусная линия в Бухаресте была открыта после Второй мировой войны, эксплаутировались троллейбусы МТБ-82 Д. Затем в 1956 году была введена линия 81. В том же году введены маршруты 82 и 83. В настоящее время линия 85 является самой старой в Бухаресте. Изначально эксплуатировались только советские модели, затем были введены румынские, изготовленные в Центральных мастерских И.Т.Б.

## Подвижной состав
Следующие 200 троллейбусов по состоянию на 2023 год эксплаутируются.
| Количество | Модель               | Низкопольность | Годы создания |
| ---------- | -------------------- | -------------- | ------------- |
| 102        | Ikarus 415 T         | нет            | 1997–2002     |
| 98         | Irisbus Citelis 12T  | да             | 2007–2008     |
| 100        | Solaris Trollino 12M | да             | 2024          |